# Partido de la Igualdad
El Partido de la Igualdad (tdl. del feroés, Javnaðarflokkurin, abreviado JF) es un partido político feroés socialdemócrata. Es el partido más grande en el parlamento feroés, Løgting, con 9 representantes. Su líder actual es Aksel V. Johannesen.

## Historia
Fue fundado en 1925 por miembros de sindicatos feroeses. En 1926 se creó su primer manifiesto, siguiendo el ejemplo de otros partidos socialdemócratas escandinavos. El manifiesto estuvo conformado por 11 puntos, donde los más importantes estaban relacionados con una nueva planificación educativa, un banco público para la industria pesquera, amplios servicios sociales, parcelación de terrenos públicos para los proletarios y hacer pública la caza de ballenas. Participó en su primera elección general en 1928, logrando el 10,6% de los votos que correspondieron a dos representantes en la asamblea.
El partido fue un activo participante en las preparaciones del acta que le otorgaba gobierno autónomo a las islas en 1948. Una vez que fue implementada el acta, el partido fue parte del primer gobierno feroés. Dejó el gobierno en 1950 y estuvo ocho años en la oposición hasta que logró el gobierno en 1958 al conseguir ocho representantes. Desde ese año ha sido parte de la mayoría de los gobiernos excepto en los años 1963-67, 1981-85, 1989-1991, 1994-2004, 2011-15 y 2019-2022. Actualmente uno de los cuatro principales partidos de la política feroesa.
En la última elección parlamentaria de 2022 obtuvo el 26,58 % de los sufragios, ubicándose como la primera fuerza política feroesa. Mantiene el gobierno del municipio de Tórshavn, el mayor y más poblado de las Feroe. Desde 2011, tiene uno de los dos escaños feroeses en el parlamento danés, Folketing, donde apoya el "Bloque Rojo" liderado por los Socialdemócratas de Dinamarca.

## Ideología
En la cuestión de la independencia de las Islas Feroe, el partido se muestra escéptico, dice evitar la toma de decisiones que puedan afectar el alto nivel de vida de la población del archipiélago, y se inclina por mantener el statu quo, es decir, que las islas sigan siendo una región autónoma dentro de Dinamarca.
El Partido de la Igualdad fue el primer partido feroés con una orientación económica: pugnaba por mejorar las condiciones de vida de los trabajadores mientras que el Partido del Autogobierno y el Partido Unionista se enfocaban en las cuestiones nacionales, específicamente en el autogobierno. El partido apoya una desarrollada sociedad del bienestar y, a la vez, que esté sostenida en una fuerte comunidad de negocios basada en la sustentabilidad. Además, considera que para que la sociedad funcione correctamente debe existir equidad de género en el mercado laboral y en la familia.
Es miembro observador de la Internacional Socialista y es miembro del SAMAK. Su organización juvenil, Juventud Socialista (Sosialistiskt Ungmannafelag) se fundó en 1965.

## Resultados electorales

### Løgting
| Año  | Votos      | %     | Escaños | +/-         | Gobierno                                                            |
| ---- | ---------- | ----- | ------- | ----------- | ------------------------------------------------------------------- |
| 1928 | 671 (#3)   | 10,60 | 2/23    |             | Coalición (con Partido del Autogobierno)                            |
| 1932 | 825 (#3)   | 10,51 | 2/21    | Sin cambios | Oposición                                                           |
| 1936 | 1.891 (#3) | 24,00 | 6/24    | 4           | Coalición (con Partido del Autogobierno)                            |
| 1940 | 2.012 (#3) | 23,86 | 6/24    | Sin cambios | Coalición (con Partido Popular y Partido del Autogobierno)          |
| 1943 | 1.919 (#3) | 19,85 | 5/25    | 1           | Coalición (con Partido Popular)                                     |
| 1945 | 3.007 (#3) | 22,87 | 6/23    | 1           | Coalición (con Partido Popular)                                     |
| 1946 | 3.705 (#3) | 28,10 | 4/20    | 2           | Coalición (con Partido Unionista)                                   |
| 1950 | 2.605 (#3) | 22,40 | 6/25    | 2           | Coalición (con Partido Unionista)                                   |
| 1954 | 2.518 (#4) | 19,75 | 5/27    | 1           | Oposición                                                           |
| 1958 | 3.589 (#1) | 25,84 | 8/30    | 3           | Coalición (con República y Partido del Autogobierno)                |
| 1962 | 4.161 (#1) | 27,45 | 8/29    | Sin cambios | Oposición                                                           |
| 1966 | 4.751 (#1) | 26,96 | 7/26    | 1           | Coalición (con Partido Popular y República) (1966-1968)             |
| 1966 | 4.751 (#1) | 26,96 | 7/26    | 1           | Oposición (1968-1970)                                               |
| 1970 | 4.916 (#1) | 27,21 | 7/26    | Sin cambios | Coalición (con República y Progreso)                                |
| 1974 | 5.125 (#1) | 25,81 | 7/26    | Sin cambios | Coalición (con República y Progreso)                                |
| 1978 | 5.026 (#2) | 22,28 | 8/32    | 1           | Coalición (con República, Partido del Autogobierno y Progreso)      |
| 1980 | 5.043 (#2) | 21,67 | 7/32    | 1           | Oposición                                                           |
| 1984 | 5.879 (#1) | 23,40 | 8/32    | 1           | Coalición (con Partido Popular y Partido del Autogobierno)          |
| 1988 | 6.233 (#2) | 21,60 | 7/32    | 1           | Coalición (con República, Autogobierno y Partido Cristiano Popular) |
| 1990 | 7.805 (#1) | 27,50 | 10/32   | 3           | Coalición (con Partido Popular)                                     |
| 1994 | 3.918 (#3) | 15,40 | 5/32    | 5           | Oposición                                                           |
| 1998 | 6.063 (#2) | 21,90 | 7/32    | 2           | Oposición                                                           |
| 2002 | 6.378 (#3) | 20,90 | 7/32    | Sin cambios | Oposición                                                           |
| 2004 | 6.921 (#2) | 21,80 | 7/32    | Sin cambios | Coalición (con Partido Popular y Partido Unionista)                 |
| 2008 | 6.018 (#4) | 19,34 | 6/33    | 1           | Coalición (con Partido Unionista y Partido Popular)                 |
| 2011 | 5.428 (#4) | 17,77 | 6/33    | Sin cambios | Oposición                                                           |
| 2015 | 8.093 (#1) | 25,09 | 8/33    | 2           | Coalición (con República y Progreso)                                |
| 2019 | 7.480 (#2) | 22,10 | 7/33    | 1           | Oposición                                                           |
| 2022 | 9.094 (#1) | 26,58 | 9/33    | 2           | Coalición (con República y Progreso)                                |